# Železniční trať Neustadt an der Waldnaab – Eslarn
Železniční trať Neustadt (Waldnaab)–Eslarn je bývalá regionální trať v Bavorsku, ve východní části okresu Neustadt an der Waldnaab v Horní Falci. Byla postupně otevřena od roku 1886 do roku 1908 ve třech úsecích, měřila téměř 50 km a vedla z Neustadt an der Waldnaab přes Floß, Vohenstrauß a Pleystein do Eslarnu. 

## Historie
V průběhu industrializace bylo budováno na konci 19. století více hlavních tratí. Hornofalcký les, tehdy ještě region se slabou infrastrukturou, měl sice od roku 1861 spojení z Schwandorfu přes Cham, Furth im Wald a Domažlice do Plzně a potom od roku 1864 přes Wiesau a Waldsassen do Chebu, přesto byl východ Hornofalckého lesa dlouhou dobu bez železničního spojení. Proto obce a některé vlivné osobnosti jako bavorský státní ministr Gustav von Schlör (1820–1883) opakovaně volaly po železniční trati směrem na Vohenstrauss.
Bavorské východní dráhy v letech 1863–1864 otevřely severojižní trať v údolí řeky Náby a následně mělo být rozvinuto i spojení na východ až k českým hranicím. 16. října 1886 byla otevřena nová regionální dráha královských bavorských státních drah z Neudstadt an der Waldnaab přes Floß do Vohenstraussu. 16. srpna 1900 dosáhla dráha do hraniční obce Waidhaus, odkud pokračovala na jih a 1. října roku 1908 dosáhla do konečné stanice Eslarn. Proto vzniklo lidové označení trati Eslarner Bockl. Se skoro 50 km byla tato dráha nejdelší regionální drahou v Horní Falci. Kvůli vedení trati Hornofalckým lesem docházelo v zimě často k problémům se sjízdností trati. Kolem roku 1930 bylo zvažováno prodloužení trati přes Schönsee do Waldmünchenu, které ale nebylo nikdy realizováno.
V jízdním řádu z léta 1914 bylo vyznačeno denně 5 párů vlaků. V létě 1927 byly ještě 4, které ale začínaly a končily ve Weidenu. Během druhé světové války a po válce až do 1. června 1975 byla ještě udržována osobní doprava na celé trase, následně byla osobní doprava omezena na úsek Weiden–Floß. Osobní doprava na trati byla zcela ukončena dne 29. května 1992.
V této době byla rovněž postupně ukončena nákladní doprava. Nejprve 22. května 1993 byl ukončen provoz z Vohenstraussu směrem na západ a zbylá trať byla vyřazena z provozu 28. května 1995. Poté byly do 31. prosince 2001 obsluhovány pouze vlečky v oblasti Neustadt.
Trasa trati „Eslarner Bockl“ byla přeměněna na cyklostezku, nazývanou Bockl Radweg. Ćást z vlakového nádraží Neustadt do blízkosti bývalé zastávky St. Felix byla integrována do vlakového nádraží Neustadt Waldnaab v prosinci 2007 a je využívána regionálními rychlíky přijíždějícími z železniční trati Neukirchen–Weiden; za tím účelem bylo vybudováno nástupiště před křižovatkou trasy s Georgstrasse.